# Солдатенков, Александр Михайлович (хоккеист)
Александр Михайлович Солдатенков (10 декабря 1932 — 3 марта 1999) — советский хоккеист, нападающий, мастер спорта СССР (1956).

## Биография
Александр Солдатенков начал играть в хоккей с мячом в 1946 году в детско-юношеской спортивной школе московской команды «Динамо», а с 1950 года стал играть в хоккей с шайбой, также за «Динамо» (Москва).
В 1951—1963 годах Солдатенков выступал за команду мастеров «Динамо» (Москва), забросив 86 шайб в 232 матчах чемпионата СССР (по другим данным, 85 заброшенных шайб в 253 матчах). За это время в составе своей команды он один раз (в 1954 году) становился чемпионом СССР, четыре раза — серебряным призёром и шесть раз — бронзовым призёром чемпионата СССР. Его партнёрами по тройке нападения в разные годы были Борис Петелин,  Владимир Новожилов, Вячеслав Орчаков, Владимир Юрзинов и Валентин Чистов.
Принимал участие в матчах молодёжной и второй сборных СССР по хоккею.
После окончания игровой карьеры, в 1964—1965 годах Солдатенков работал тренером в Московском городском совете (МГС) «Динамо», после этого работал на одном из заводов.
Скончался 3 марта 1999 года. Похоронен в закрытом колумбарии Ваганьковского кладбища в Москве.

## Достижения
- Чемпион СССР — 1954[1][4].
- Серебряный призёр чемпионата СССР — 1959, 1960, 1962, 1963[1][4].
- Бронзовый призёр чемпионата СССР — 1952, 1953, 1955, 1956, 1957, 1958[1][4].
- Обладатель Кубка СССР — 1953[4][6].
- Финалист Кубка СССР — 1955, 1956[4].
- Чемпион зимней Спартакиады народов РСФСР — 1958[4].